# Horní Lhota (okres Ostrava-město)
Horní Lhota je obec, která se nachází v okrese Ostrava-město v Moravskoslezském kraji, leží ve východní části Opavska, asi 10 km západně od Ostravy-Poruby. Obec se rozkládá v severovýchodnímu výběžku Vítkovské vrchoviny části Nízkého Jeseníku a v Horním Slezsku. Žije zde 858 obyvatel.

## Geografie
Součástí Horní Lhoty je samota Stará Pila, která se nachází v jihovýchodní části obce v hlubokém zalesněném údolí řeky Porubky. Jde o větší osadu s rekreačními chatami a rodinnými domy. Ve 40. letech 20. století zde byl ukončen provoz pily.
V jižní, oddělené části obce se nachází zastávka Horní Lhota ostravské tramvajové linky č. 5 Poruba–Zátiší.
V obci se nachází kopec Úhorky (404 m n. m.), který nejvyšším vrcholem okresu Ostrava-město. Nachází se na něm lyžařské středisko Vaňkův kopec.
V obci pramení potok Opusta, který je přítokem potoka Mešnice. Jižním okrajem obce protéká potok Porubka.

## Historie
První písemná zmínka o obci pochází z roku 1446. Obec byla během druhé světové války osvobozena Rudou armádou dne 28. dubna 1945.

### Dřívější názvy
- Horní Lhotka (1441–1446)
- Horní Lhoty (po roce 1461)
- Horní Lhota (po roce 1528)
- Ober Ellgoth (německy 1636–1945)
- Superior Elgot (latinsky po roce 1672)
- Horno-Lhotka (po roce 1771)

### Kulturní památky
- Kaple v Horní Lhotě byla postavena a zaknihována 15. září 1845 v období starostování Franze Hradského.
- Památník obětem 1. světové války
- Památník obětem 2. světové války

Bohužel za předchozího[kdy?] vedení obce se k památkám přistupovalo tak, že u obou památníků bylo odstraněno původní kované oplocení a deska památníku 2. sv. války byla kompletně vyměněna za novou. Kaple je přestavěna jak z exteriéru kdy byl dostavěn přístřešek vchodu tak kompletně nový inventář v interiéru.[zdroj?]

## Další fotografie

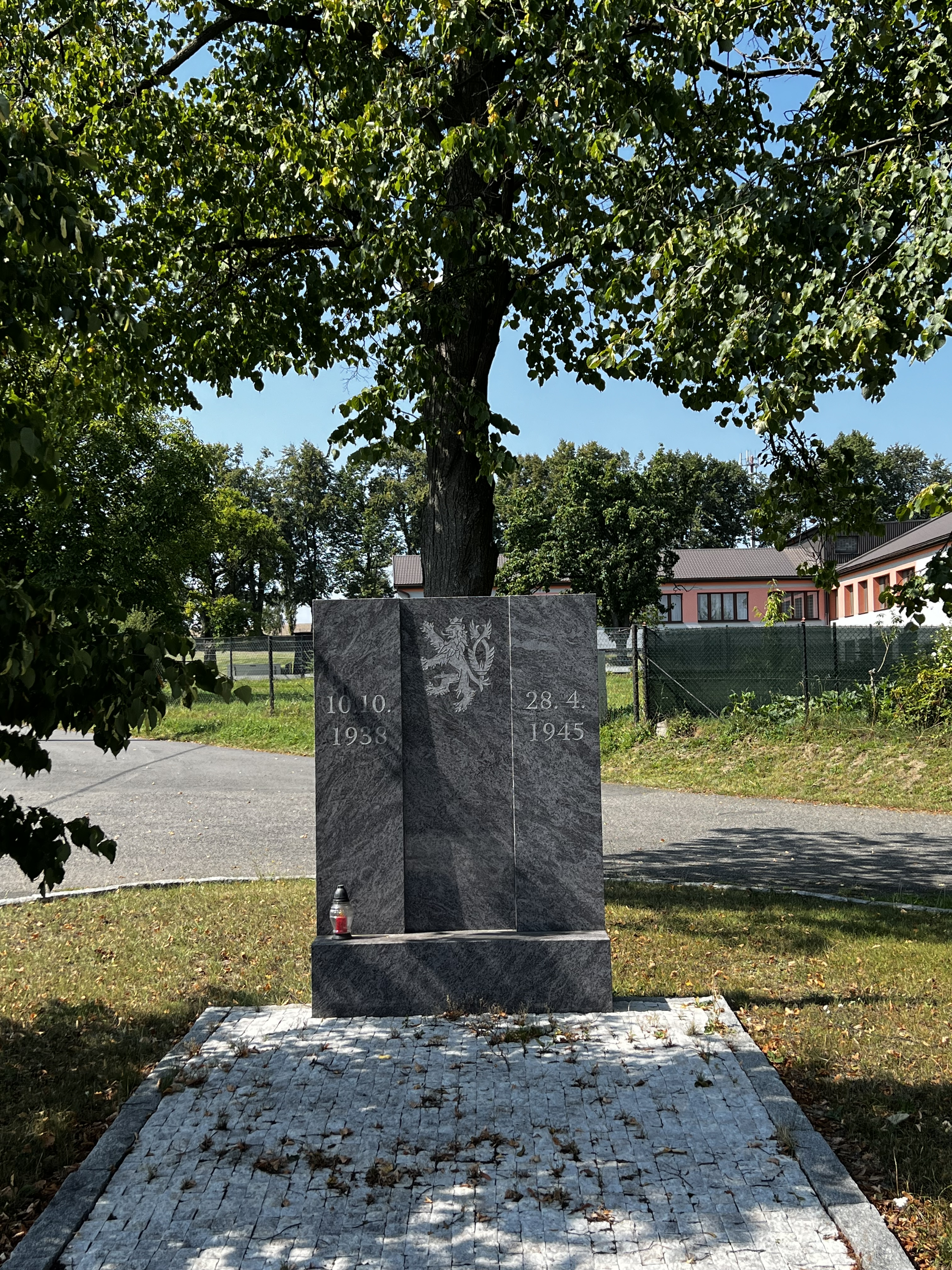
Památník obětem 2. světové války
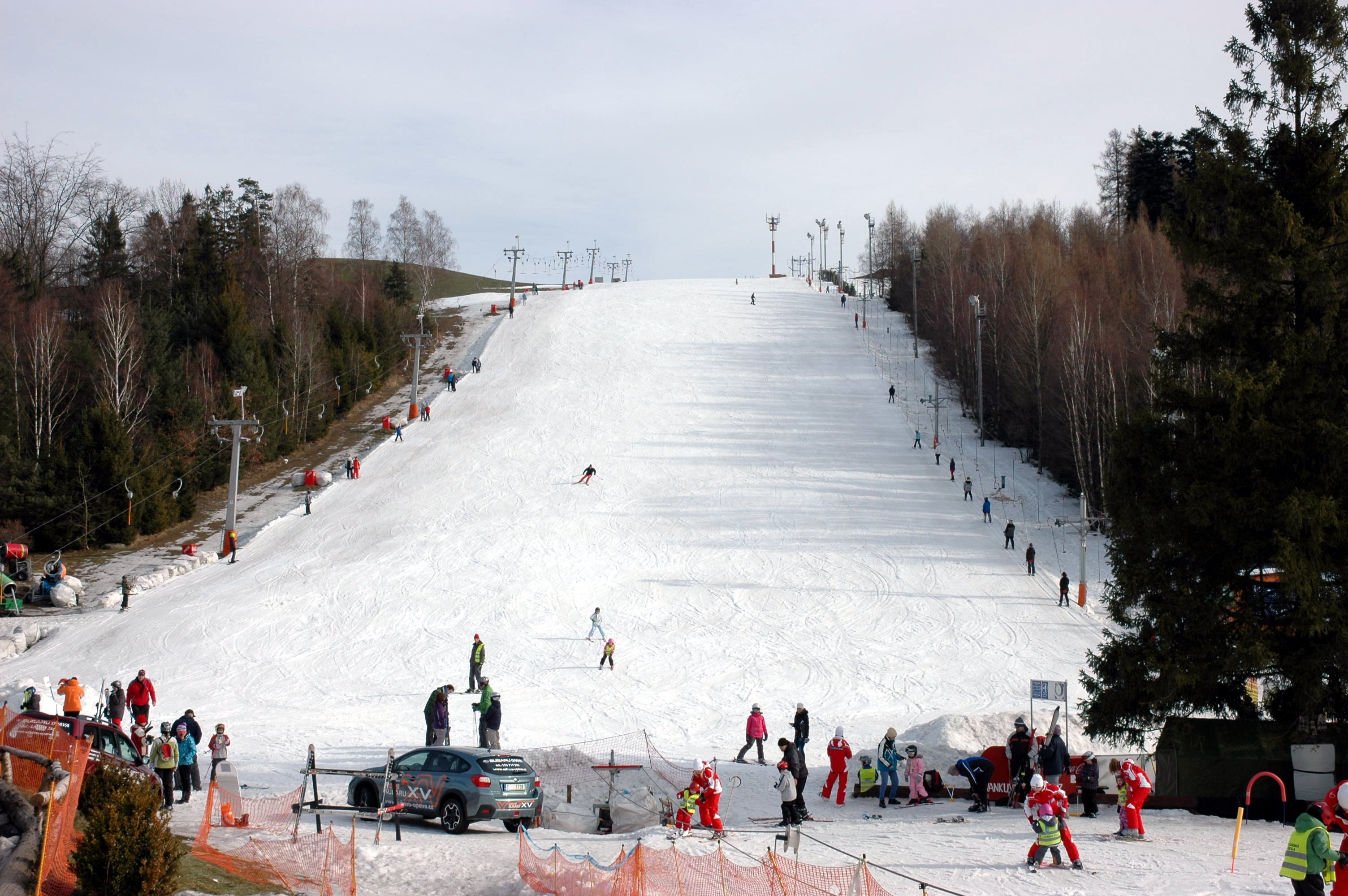
Lyžařský areál Vaňkův kopec
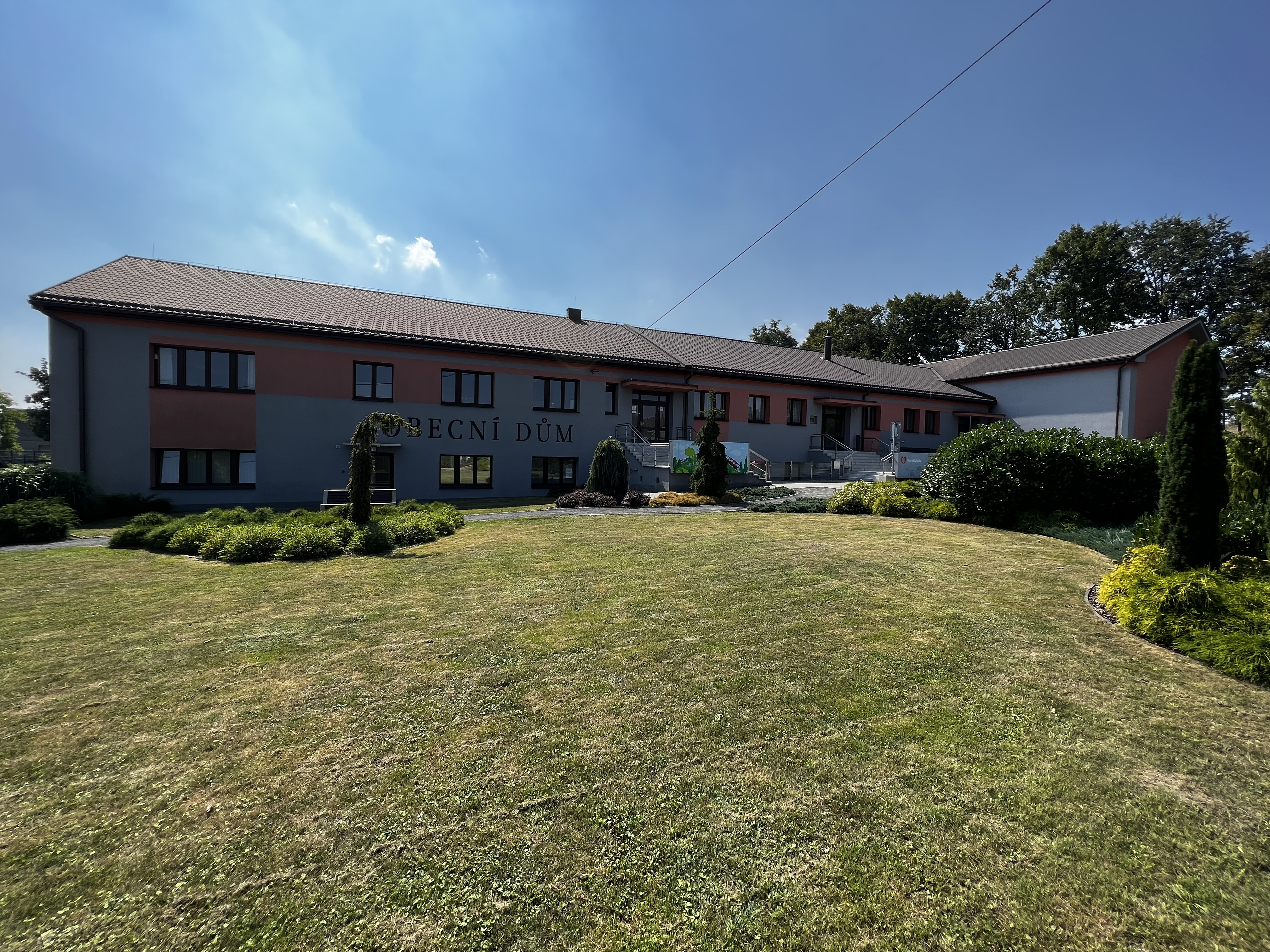
Obecní úřad
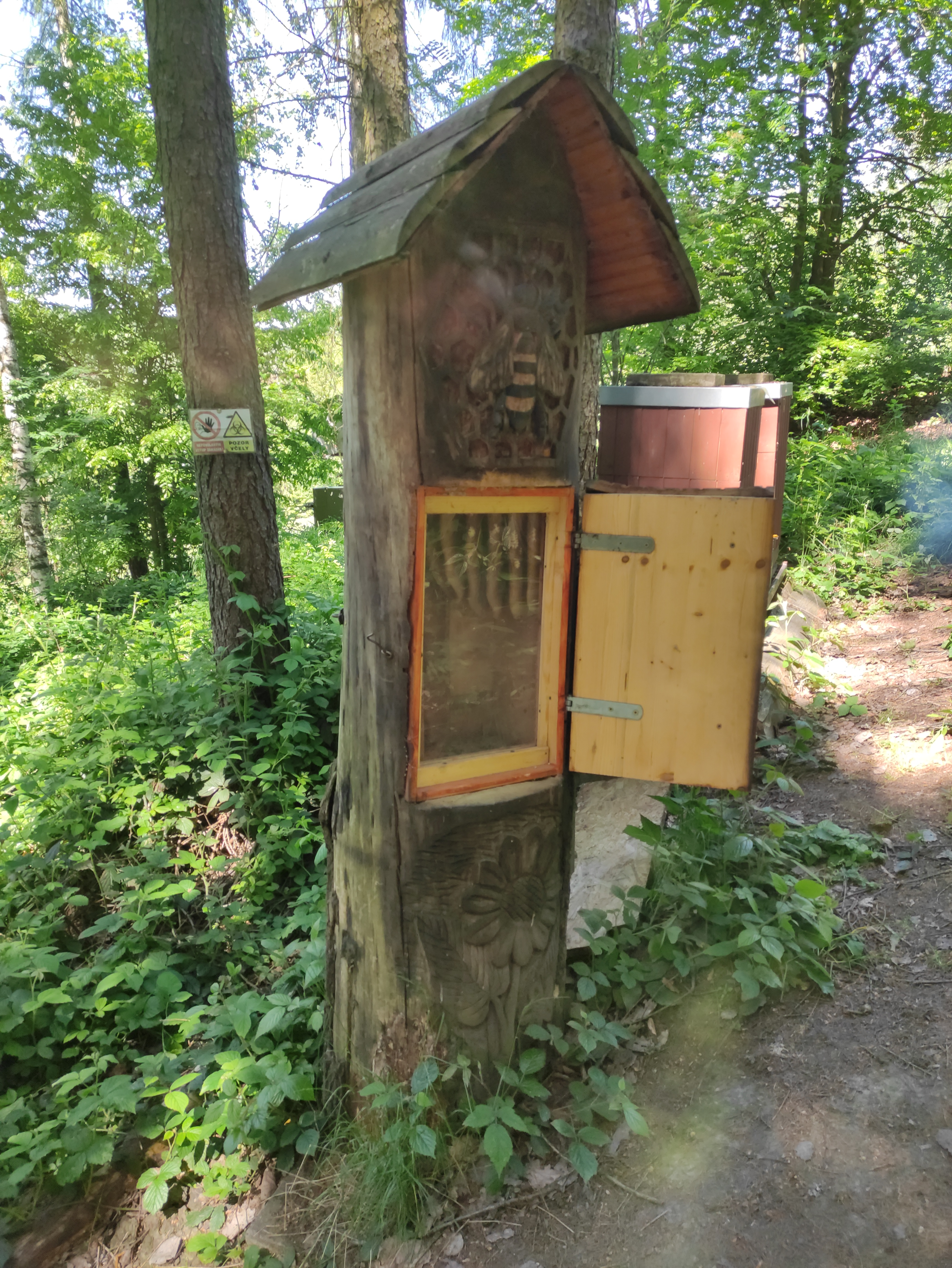
Naučná včelí stezka